# Barry Lynn (predikant)
Barry Lynn (Harrisburg, 20 juli 1948) is een Amerikaans methodistisch predikant, sociaal activist en voorzitter van Americans United for Separation of Church and State.

## Levensloop
Lynn behaalde zijn bachelorgraad aan het Dickinson College in Carlisle en zijn mastergraad in 1973 aan de methodistische Boston University School of Theology. In 1978 behaalde hij zijn doctoraat aan de universiteit van Georgetown.
Hij is predikant van de United Church of Christ en bekleedde voor deze kerk tussen 1974 en 1980 verschillende functies. Tussen 1984 en 1991 was hij juridisch raadsheer voor de American Civil Liberties Union in Washington D.C. In 1992 werd hij voorzitter van Americans United for Separation of Church and State.
Hij heeft als gast en commentator opgetreden in veel talkshows op Amerikaanse radio- en televisiezenders en daarnaast was een belangrijke rol voor hem weggelegd in de documentaire 8: The Mormon Proposition uit 2010.
In 1986/87 werd hij onderscheiden met een Hugh M. Hefner First Amendment Award. In 2011 werd hem de Four Freedoms Award in de categorie godsdienstvrijheid toegekend.